# 塚本稔
塚本 稔 （つかもと みのる、1955年12月7日 - ）は、日本の地方公務員。京都市副市長、公益財団法人京都文化交流コンベンションビューロー副理事長を経て、公益財団法人国立京都国際会館事務局長。

## 人物・経歴
京都市生まれ。大阪大学法学部卒業。1982年京都市役所入庁。京都市秘書課長、京都市市長公室長、京都市行財政局長などを経て、2012年から京都市副市長を務め、京都文化交流コンベンションビューロー副理事長等も兼務した。2016年退任。2017年公益財団法人国立京都国際会館事務局長。

## 著書
- 『二人の京都市長に仕えて : 知っているようで知らない京都市政』リーフ・パブリケーションズ 2018年